# 금호산 (서울)
금호산(金湖山)은 대한민국 서울특별시 성동구 금호동과 옥수동에 위치한 산이다. 높이는 해발 140m로 서울숲에서 시작해 응봉공원, 독서당공원, 호당공원, 금호산, 대현산, 대현산배수지공원, 응봉산, 매봉산까지 성동구의 여러 근린공원을 두루 거쳐 남산에 이르는 코스로 ‘서울숲~남산길’이라고 불린다.

## 위치
금호산은 응봉근린공원에 포함되어 있으나 현재는 매봉산으로 불리고 있다. 옛날에는 응봉(鷹峰)으로 통칭되었으나 현재는 매봉산, 금호산, 대현산, 대현산배수지공원, 응봉산으로 나뉘었다. 응봉근린공원의 전체적인 면적은 670,168m2이고, 자치구별 면적은 용산구(172,217m2), 중구(115,418m2), 성동구(382,533m2)이며 자치구별로 분할하여 관리한다.

## 전해오는 이야기
금호산은 산이 높지는 않으나 옛날부터 찾는 사람이 많았다. 이곳지역은 임금이 사냥할 때 이곳에서 매를 놓아 꿩을 잡았으므로 매봉 또는 한자명으로 응봉이라 하였다. 큰 매봉 · 작은 매봉은 모두 응봉 줄기의 봉우리로 한강과 중랑천이 만나는 지역 북쪽에 서로 남북으로 마주 보고 있다. 이 넓은 산역(山域)을 일반적으로 응봉이라 부르면서, 봉우리의 높이에 따라 큰 매봉 · 작은 매봉으로 불렀다. 응봉은 한양에 천도하여 왕궁이 이루어지기 전부터 임금의 매 사냥터였다.
1394년(태조 3) 천도에 앞서, 동교(東郊, 뚝섬 일대)에서 매를 놓아 사냥을 즐겼다. 이때 응봉에서 활을 쏘았는데 화살을 맞은 새가 중랑포(中浪浦) 도요연(桃夭淵)에 떨어졌으므로 이 자리를 살곶이, 즉 전관(箭串)이라 하였다고 한다. 태조는 1395년(태조 4)에 지금의 매봉 기슭에 매사냥을 관장하는 응방을 설치하였다.

## 주변환경
금호산은 응봉의 줄기이며, 인근 주택가가 아파트단지로 재개발되었다. 사방으로 서울 동부지역을 조망하기 좋다. 호당공원은 얼마 전까지만 해도 대현배수지공원이라고 불리던 곳인데 최근에 공원 이름을 공모해 호당공원으로 이름을 바꾼 곳이다.
호당공원을 지나 횡단보도를 건너면 금호산 맨발공원이 나온다. 금호산은 벚꽃 축제가 해마다 열리는 곳이다. 맨발공원을 지나면 생태통로가 나오고 금호산 정상으로 이어진다. 금호산 정상엔 정자가 있고 금호산 정상에서 한강 쪽을 바라보면 서울 어디에서도 볼 수 없는 경관이 나오고 여기서 이어지는 매봉산 팔각정은 한강의 전망대로 인기가 높다.

## 같이 보기
- 금호역
- 옥수역